# Antonius Colenbrander
Antonius Theodorus Colenbrander (* 3. Mai 1889 in Batavia, Niederländisch-Indien; † 24. September 1929 in Arnhem) war ein niederländischer Reiter. 
Er nahm an den Olympischen Sommerspielen 1924 in Paris teil. In der Vielseitigkeit gewann er auf King of Hearts mit der Equipe die Goldmedaille. Bei den Olympischen Sommerspielen 1928 nahm er mit Gaga am Springen teil.
Er starb an einem Reitunfall im Alter von 40 Jahren bei einem Springen in Zelhem.